# Cymothoa
A Cymothoa a felsőbbrendű rákok (Malacostraca) osztályának az ászkarákok (Isopoda) rendjébe, ezen belül a Cymothoidae családjába tartozó nem.

## Rendszerezés
A nembe az alábbi fajok tartoznak:
- Cymothoa asymmetrica
- Cymothoa borbonica
- Cymothoa brasiliensis
- Cymothoa bychowskyi
- Cymothoa carangii
- Cymothoa carryensis
- Cymothoa catarinensis
- Cymothoa cinerea
- Cymothoa contracta
- Cymothoa curta
- Cymothoa dufresni
- Cymothoa elegans
- Cymothoa epimerica
- Cymothoa eremita
- Cymothoa excisa
- Cymothoa exigua
- Cymothoa eximia
- Cymothoa frontalis
- Cymothoa gadorum
- Cymothoa gerris
- Cymothoa gibbosa
- Cymothoa globosa
- Cymothoa guadeloupensis
- Cymothoa ianuarii
- Cymothoa ichtiola
- Cymothoa indica
- Cymothoa laticauda
- Cymothoa liannae
- Cymothoa limbata
- Cymothoa marginata
- Cymothoa nigropunctata
- Cymothoa oestrum
- Cymothoa paradoxa
- Cymothoa parupenei
- Cymothoa plebeia
- Cymothoa propria
- Cymothoa pulchrum
- Cymothoa recifea
- Cymothoa recta
- Cymothoa rhina
- Cymothoa rotunda
- Cymothoa rotundifrons
- Cymothoa scopulorum
- Cymothoa selari
- Cymothoa slusarskii
- Cymothoa truncata
- Cymothoa vicina